# Грунау 9
Грунау 9 је једноседа ваздухопловна једрилица-клизач, дрвене конструкције. Пројектована у Немачкој двадесетих година двадесетог века, по принципу самоградње прављена је у многим земљама Европе. У Краљевини Југославија направљена је 1936. године намењена обуци и тренажи спортских пилота и једриличара.

## Пројектовање и развој
Иако је Едмунд Шнајдер пројектова клизач Грунау 9 још 1923. године, због веома компликованих околности у тадашњој Немачкој, његова производња је почела тек 1929. године. Замишљен као једноставан и јефтин клизач направљен од дрвета и платна требало је да служи за почетну обуку пилота једриличара. Грунау 9 први пут је полетео 1928. Следеће године, Шнајдер је променио реп и доделио ново име које је било кратког века. У току животног века ова једрилица је добијала различита имена (ESG Grunau 9, ESG 29 и DFS 108-10) али остала су само два као Грунау 9 или Шнајдер Грунау 9.

### Технички опис
Грунау 9 је клизач састављена од крила, решеткастог трупа и репа. Крило је постављено на горној ивици трупа тако да је ова летелица класификована као висококрилни моноплан. На почетку трупа, (решеткаста конструкције чије су носеће греде кутије а упорнице између њих од пуног материјала) се налази седиште пилота а на крају вертикални стабилизатор репа. Пилот нема кабину него седи на отвореном, код каснијих модела у циљу заштите пилота направљена је кабина обложена платном. На горњој греди трупа су причвршћени крило и хоризонтални стабилизатор а за доњу греду је причвршћен клизач у облику скије од пуног дрвета. Сви елементи клизача су додатно везани и учвршћени (затегнути) челичним жицама-затезачима.
Крило је правоугаоног облика и има класичну дрвену конструкцију са две рамењаче. Предња ивица крила је направљена у облику дрвене кутије обложене шпером (дрвеном лепенком) а остали део крила је обложен импрегнираним платном. Крило је са доње стране ослоњено на труп са по два пара косих упорница. Управљачки механизам летелице је челичним сајлама повезен са извршним органима кормилима и крилцима.

## Карактеристике
Карактеристике наведене овде се односе на једрилицу Грунау 9 а према изворима
| Финеса      | 1 : 10 при брзини km/h |
| Перформансе | - максимална брзина 90 – 120 km/h - минимална брзина km/h - минимално пропадање 1,3 m/s при брзини 15 km/h                                   |
| Димензије   | - размах крила 10,73m - дужина 5,2m - висина 2,1m - површина крила 15,30m² - аеропрофил крила - виткост - макс. оптеречење крила; 11,8 kg/m² |
| Маса        | - сопствена 95 kg - носивост 85 kg - полетна 180 kg - водени баланс; нема                                                                    |

## Оперативно коришћење
У Краљевини Југославија је у периоду од 1936 до 1940. године направљено три једрилице овог типа и све су направљене у Словенији. Табеларни приказ ових једрилица и њихов распоред 
по Аероклубовима је дат у наредној табели.
| Регистарски број                | Аероклуб                                   |
| ------------------------------- | ------------------------------------------ |
| - YU-L16 - YU-L18 - YU-ŠTAJERAC | - JG Ljubljana - OO Ljubljana - JG Maribor |

## Сачувани примерци
Код нас није сачувана ова једрилица, али се може видети у Немачком музеју једрилица (као реплику), Норвешком музеју ваздухополства, у музеју на Исланду, Финском музеју ваздухопловства и Ваздухопловном музеју у Чилеу.

## Земље које су користиле ову једрилицу
| - Аустрија - Трећи рајх - Краљевина Југославија - Швајцарска - Холандија | - Финска - Исланд - Норвешка - Чиле |